# Hof Hauptbahnhof
Hof Hauptbahnhof – główna stacja i dworzec w Hof, w kraju związkowym Bawaria, w Niemczech.
Stacja obsługuje pociągi Regional-Express (kierunki Norymberga, Drezno, Lipsk, Ratyzbona, Monachium, Würzburg), regionalne (Selb, Bad Steben) oraz międzynarodowe (Cheb w Czechach).
| Hof Hauptbahnhof               |
| Linia Bamberg - Hof (127,2 km) |
| Oberkotzauodległość: 5,6 km    |